# Poetika (Aristotelés)

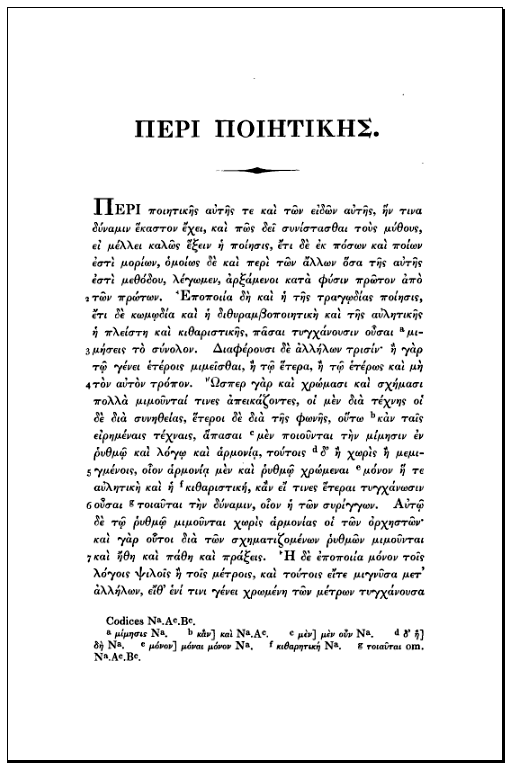
první strana spisu

Poetika (starořecky Ποιητικός, ve starším překladu jako O básnictví) je spis řeckého filosofa Aristotela, ve kterém se zabývá klasifikací dramatu (zejména tragédie, komedie) a poezií. Účelem komedie je vyvolat smích, zatímco účelem tragédie jsou city a poučení (na antických slavnostech se jí věnovaly tři dny, zatímco komedii jeden).

## Rozdělení
- děj (mythos) – měl by být komplikovaný, mít mnoho zápletek. Aristoteles rozlišuje děj z neštěstí do štěstí a ze štěstí do neštěstí.
- postavy – nazývány agenty (ethos)
- řeč – dokazování, sdělování (dianoia)
- smysl (lexis)
- spektákl – zjednodušeně to, „jak vypadá“ vzhled (opsis)
- uspořádání (melodie) (melopoia)

## Krása a jednoty
Aristoteles v 7. kapitole zmiňuje, že dílo by mělo být „krásné“.
Pod „krásným“ chápe dílo, které není příliš složité k pochopení a které má nějaký vnitřní řád.
Z jeho díla bylo tedy vyvozeno, že dílo má mít trojí jednotu – drama se má odehrávat v jeden čas, na jednom místě a má mít jednu dějovou linii. Toto „pravidlo“ se dodržovalo do renesance, občas ho ale někteří autoři porušili (William Shakespeare).

## Zajímavosti
Druhý díl Aristotelovy Poetiky, který je dnes pokládán za ztracený, údajně pojednával o komedii. Motivu existence této knihy využil spisovatel Umberto Eco v románu Jméno růže.